# Grafo de Clebsch
En el área matemática de la teoría de grafos, el Grafo de Clebsch es un grafo regular no dirigido de 16 vértices y 40 aristas, definido por el matemático alemán Alfred Clebsch en 1868. También se conoce como el Grafo de Greenwood–Gleason, luego del trabajo de Robert M. Greenwood y Andrew M. Gleason de 1955, donde lo utilizaron para evaluar el número de Ramsey R(3,3,3) = 17.

## Galería

Es un grafo hamiltoniano.
Su número acromático es 8.
Su número cromático es 4.
Su índice cromático es 5.
Construcción del grafo de Clebsch como un grafo hipercubo.